# Волфрам фон Рихтхофен
Волфрам Фрайхер фон Рихтхофен (на немски: Wolfram von Richthofen) е немски фелдмаршал от Луфтвафе по време на Втората световна война.
Фон Рихтхофен е далечен братовчед на немския пилот от Първата световна война Манфред фон Рихтхофен, известен като Червения барон (сваля 80 противникови самолета преди да бъде убит през 1918 г.) и по-младия брат на барона Лотар фон Рихтхофен, който сваля 40 противникови самолета.

## Биография

### Ранен живот и Първа световна война (1914 – 1918)
Роден е в имението Баждорф, близо до Стрегау, Долна Силезия. По време на Първата световна война служи в германска кавалерийска част. През 1918 г. той се научава да пилотира и е прехвърлен във военновъздушните сили. През март 1918 г. е назначен към ексадрон изтребители Яща 11 и до края на войната сваля осем самолета, което му печели титлата Ас.

#### Междувоенен период
След края на войната фон Рихтхофен учи инженерство между 1919 и 1922 г. На 18 септември 1920 г. се жени за Юта фон Селхов (1896 – 1991) в Бреслау (сега Вроцлав, в Полша). Имат три деца.

##### Легион Кондор
През 1933 г. фор Рихтхофен се присъединява към Луфтвафе и става един от командващите офицери на легион Кондор участващ през 1936 г. в гражданската война в Испания. Той командва бойните формации отговорни за бомбардировката на Герника, при което загиват много цивилни. Фон Рихтхофен е назначен за началник-щаб при Хуго Шперле и взема дейно участие в извличането на важни изводи от участието в гражданската война, които служат добре на Луфтвафе по време на Втората световна война. През септември 1938 г. е повишен до генерал-майор и служи като съветник на генерал Франсиско Франко до завръщането си в Германия през май 1939 г., за да поеме командването над завърналия се легион Кондор.

### Втора световна война (1939 – 1945)
На 1 септември 1939 г. фон Рихтхофен командва 8-и авиокорпус по време на нападението над Полша. Той ръководи въдушното нападение над Варшава.
По време на битката за Франция, от 10 май 1940 г., пикиращите бомбардировачи Юнкерс-87 от 8-и авиокорпус осигурява въздушна поддръжка на 6-а армия, командвана от Валтер фон Райхенау, в Белгия, и танкова група Клайст, командвана от Паул фон Клайст във Франция. По време на битката за Британия частта на фон Рихтхофен участва в неуспешния опит да бъдат победени кралските военновъздушни сили.
През април 8-и авиокорпус осигурява въздушна поддръжка на операция Марита и битката за Крит. На 17 юли 1941 г. След успешното участие в тези кампании фон Рихтхофен, вече генерал, става 26-ият получател на Рицарски кръст с дъбови листа (Ritterkreuz mit Eichenlaub). След успешната кампания на балканите той е назначен за командир на 2-ри въздушен флот базиран в Италия.

#### Операция „Барбароса“ (1941)
На 22 юни 1941 г. стартира операция Барбароса, нападението над Съветския съюз. Фон Рихтхофен усъвършенства тактиките за близка поддръжка и взаимодействие с наземните части. Корпусът му осигурява поддръжка на формациите участващи в офанзивата към Москва (операция Тайфун) и последвалите защитни операции при последвалата съветска контраофанзива. Той е повишен до генералоберст през февруари 1942 г. и има същия ранг като най-висшите офицери на Луфтвафе (Ханс Йешонек и Ернст Удет). През май/юни 1942 г. 8-и авиокорпус играе важна роля в успешната кампания на Ерих фон Манщайн на кримския полуостов и превземането на Севастопол. Фон Рихтхофен работи заедно с Манщайн по време на тези операции и двамата остават с високо впечатление за способностите на другия. По-късно Манщайн описва Рихтхофен като: със сигурност най-добрият военновъздушен командир, който имахме през Втората световна война.
В края на юни 1942 г. фон Рихтхофен е назначен за командир на 4-ти въздушен флот, който поддържа група армии „Юг“ по време на настъплението към Сталинград и кавказкия регион. През зимата на 1942 г. 6-а армия под командването на Фридрих Паулус е обградена след съветска контраатака, част от битката при Сталинград. Хитлер е уверен от Херман Гьоринг, че Луфтвафе може да осигурява необходимите за обградената армия продоволствия по въздуха и забранява на Паулус да отстъпи. Волфрам фон Рихтхофен безуспешно се опитва да ги убеди в обречеността на това начинание. Въпреки че въздушният мост успява да достави 8300 тона за 72 дни, това е далеч под необходимите за 6-а армия. Операцията струва на 4-ти въздушен флот близо 500 самолета и 1000 души.
На 16 февруари 1943 г. Хитлер повишава фон Рихтхофен до фелдмаршал. Той става един от шестимата офицера от Луфтвафе с това звание в историята на Третия райх. Останалите са Херман Гьоринг (от 1938 г. до юли 1940 г., когато е повишен Райхсмаршал), Алберт Кеселринг, Ерхард Милх, Хуго Шперле и Роберт Ритер фон Грайм. Фон Рихтхофен е на 47 години, когато получава този ранг. Само Гьоринг е по-млад, когато получава (на 45 години). В края на 1944 г. фон Рихтхофен се пенсионира по здравословни причини. На 12 юли 1945 г. умира от мозъчен тумор докато е държан в плен в Бад Ишл от американците.